# IEEE 802.1Q
IEEE 802.1Q는 하나의 이더넷 네트워크에서 가상 랜(VLAN)을 지원하는 네트워크 표준이다. 이 표준은 이더넷 프레임을 위한 VLAN 태그 추가 시스템과 더불어, 이러한 프레임을 관리하는데 동반되는 브리지와 스위치에 쓰이는 절차들을 정의한다. 또, 이 표준은 IEEE 802.1p라는 QoS 우선 순위 스키마를 위한 예비를 포함하고 있으며 GARP를 정의한다.
이 표준은 IEEE 802 표준 위원회의 워킹 그룹인 IEEE 802.1이 개발한 것으로, 그 뒤로 IEEE 802.1ak, IEEE 802.1Qat, IEEE 802.1Qay를 포함한 개정판들을 활발하게 개발하고 있다.

## 프레임 포맷

이더넷 프레임에 802.1Q 태그 삽입

802.1Q는 원래 프레임을 실제로 캡슐화(encapsulate)하지 않는다. 그 대신 이더넷 프레임에 대하여 출발지 MAC 주소와 원래 프레임의 이더타입/길이 필드들 사이에 32비트 필드를 추가하여 최소 및 최대 프레임 크기를 64 및 1,518 바이트 (옥텟)에서 64 및 1,522 바이트 (802.1Q가 존재하면 42 옥텟을 최소로 적용, 802.1Q가 없으면 46 옥텟을 최소로 적용. IEEE 802.3-2005 Clause 3.5 참조.)로 확장한다. TPID (태그 프로토콜 식별자, tag protocol identifier)를 위해 두 개의 바이트가 사용되며 다른 2바이트는 TCI(태그 제어 정보, tag control information)를 위해 쓰인다. TCI 필드는 더 나아가 PCP, DEI, VID로 분리된다.
| 16 비트 | 3 비트 | 1 비트 | 12 비트 |
| ------- | ------ | ------ | ------- |
| TPID    | TCI    | TCI    | TCI     |
| TPID    | PCP    | DEI    | VID     |

- TPID: IEEE 802.1Q 태그 프레임으로서 프레임을 식별하기 위해 0x8100의 값으로 설정된 16비트 필드. 이 필드는 태그되지 않은 프레임에서 이더타입/길이 필드와 동일한 위치에 있으므로, 태그되지 않은 프레임과 일반 프레임을 구별하는데 사용할 수 있다.
- TCI
  - PCP(Priority Code Point): IEEE 802.1p 우선 순위를 가리키는 3비트 필드. 프레임의 우선 순위를 가리킨다. 값은 0(최고 작용)부터 7(가장 높음)까지이다. 1은 가장 낮은 우선 순위를 가리킨다.
  - DEI(Drop Eligible Indicator): 1비트 필드.(이전에는 CFI[note 1][2]) PCP와는 별도로, 또는 결합해서 쓰이며 트래픽이 혼잡해질 때 제거되기 적합한 프레임들을 가리키는데 사용된다.[3]
  - VID(VLAN Identifier): VLAN이 어느 프레임에 속하는지를 결정하는 12비트 필드. 0x000, 0xFFF의 값이 예비로 보존된다. 다른 모든 값들은 VLAN 식별자들로 사용될 수 있으며 최대 4,094개의 VLAN까지 허용한다. 예비값 0x000은 프레임이 어떠한 VLAN에도 속하지 않음을 나타낸다. 이 경우 802.1Q는 우선 순위만 지정하고 이를 우선 순위 태그(priority tag)로 참조한다. 브리지에서는 VLAN 1 (기본 VLAN ID)이 관리 VLAN을 위해 예비로 자주 보존되며, 이는 업체에 따라 다르다.

### 이중 태그 추가
IEEE 표준 802.1ad와 더불어 이중 태그 추가는 인터넷 서비스 제공업자들에게 유용할 수 있는데, VLAN 태그가 이미 있는 클라이언트들로부터 트래픽을 혼합하는 동안 인터넷 서비스 제공업자들이 내부적으로 VLAN을 사용할 수 있게 한다. 외부(출발지 MAC 다음으로, ISP VLAN을 대표) S-TAG (서비스 태그)가 먼저 오고, 그 뒤 내부 C-TAG (고객 태그)가 그 뒤를 따른다.
이러한 경우 802.1ad는 서비스 제공자 외부 S-TAG를 위해 0x88a8를 규정한다.
비표준 삼중 태그 추가도 가능하다.
| 16 비트 | 3 비트         | 1 비트 | 12 비트 |
| ------- | -------------- | ------ | ------- |
| TPID0   | PCP            | DEI    | VID0    |
| TPID1   | CONTENT RATING | DEI    | VID1    |
| TPID2   | HOP            | DEI    | VID2    |

이더넷 프레임에 802.1ad 이중 태그 삽입

TPID0+TPID1+TPID2의 내용은 출발지 장비의 48비트 MAC 주소를 포함하고 있다.

## 관련 프로토콜
- MVRP (IEEE 802.1Q의 정의)
- GVRP (IEEE 802.1ak-2007 추가)
- MSTP (본래 IEEE 802.1s에 정의됨)

## 같이 보기
- VLAN 트렁킹 프로토콜

## 참조
1. ↑  IEEE 802.1Q-2011 clause 9.6
2. ↑  IEEE 802.1Q-2005 clause 9.6
3. ↑  IEEE 802.1Q-2011 clause 6.9.3